# Luchthaven van Cayenne-Félix Eboué
Luchthaven Cayenne-Félix Eboué (Frans: Aéroport de Cayenne-Félix Eboué) is een internationale luchthaven, gelegen in het Frans overzees departement Frans-Guyana.
De luchthaven werd in 1943 aangelegd door het Amerikaanse leger. Ze werd aanvankelijk Luchthaven Rochambeau genoemd, naar Jean-Baptiste Donatien de Vimeur, graaf van Rochambeau, de Franse commandant die aan de zijde van George Washington streed in de Amerikaanse Onafhankelijkheidsoorlog. In 1949 nam Frankrijk de luchthaven over. Op 4 januari 2012 werd de naam veranderd in Aéroport de Cayenne-Félix Eboué, ter ere van de Guyaanse humanist Félix Éboué, die bijgezet is in het Panthéon in Parijs.
De luchthaven ligt ongeveer 13 kilometer ten zuiden van de hoofdstad Cayenne op het grondgebied van de gemeente Matoury. Ze heeft één landingsbaan van 3,2 kilometer lang. Er is één terminal met een capaciteit van 600.000 passagiers per jaar. Ze wordt uitgebaat door de Chambre de commerce et d'industrie de la Guyane (kamer van handel en nijverheid van Guyana). Verschillende bestemmingen in Zuid-Amerika en Noord-Amerika worden aangedaan vanuit de luchthaven.